# 与論城
与論城（よろんじょう/よろんぐすく）は、南西諸島与論島の鹿児島県大島郡与論町大字立長にあった北山王国の城跡。国の史跡に指定されている。

## 概要
島の南西隅側で、南方向に突き出した標高90メートルほどの台地上を曲輪とする。西側は天然の断崖をそのまま城壁とし、北側から南東側は200メートルに渡り石垣を築いている。石垣の形状は伏せる龍を象ったものとされる。
1405年-1416年頃、北山王・珉の三男「王舅（オーシャン）」または「与論世之主」と言う人物が与論に渡り、築城したとされる。王舅は個人名ではなく、中国への使者の役職名ではないかとする説がある。しかし築城中の1416年に本国の北山が中山王・尚巴志に滅ぼされたため、未完成に終わったという。現在は、地主神社（とこぬしじんじゃ）・琴平神社（ことひらじんじゃ）の境内となり、王舅の墓がある。1976年（昭和51年）2月20日に町指定史跡に指定され、2025年（令和7年）3月10日に国の史跡に指定された。